# Pittosporum tanianum
Pittosporum tanianum är en tvåhjärtbladig växtart som beskrevs av J.-m. Veillon och Tirel. Pittosporum tanianum ingår i släktet Pittosporum och familjen Pittosporaceae. Inga underarter finns listade.